# Wallander (serie televisiva)
Wallander è una serie televisiva svedese di genere poliziesco ideata dallo scrittore Henning Mankell, ed incentrata sul personaggio di Kurt Wallander, il commissario protagonista di molti suoi romanzi.
La serie è composta da due stagioni, di 13 episodi ciascuna. La prima stagione è stata trasmessa in Svezia tra il 2005 e il 2006; questi episodi sono andati in onda a partire dal 6 dicembre 2008 su Rete 4. 
La seconda stagione è stata trasmessa in Svezia tra il 2009 e il 2010 e in Italia tra il 2014 e il 2015 sul canale TOP Crime. 
In Svezia nel 2013 è uscita la terza ed ultima serie composta da 6 episodi.

## Trama
Il primo episodio della serie è l'adattamento del romanzo Prima del gelo, che vede come protagonista Linda Wallander, figlia del commissario Kurt Wallander, coadiuvata nelle indagini dal padre e dal collega Stefan Lindman.
I successivi dodici episodi della prima stagione sono basati su storie originali scritte da Henning Mankell, che riprendono i personaggi e l'ambientazione dei romanzi con Kurt Wallander.

## Personaggi e interpreti
- Kurt Wallander (stagioni 1-2), interpretato da Krister Henriksson, doppiato da Michele Gammino.
Commissario della polizia di Ystad.
- Linda Wallander (stagione 1), interpretata da Johanna Sällström, doppiata da Rossella Acerbo.
Poliziotta, figlia di Kurt Wallander
- Stefan Lindman (stagione 1), interpretato da Ola Rapace, doppiato da Roberto Gammino.
Poliziotto
- Svartman (stagioni 1-2), interpretato da Fredrik Gunnarsson, doppiato da Massimiliano Virgilii
- Nyberg (stagioni 1-2), interpretato da Mats Bergman, doppiato da Claudio Fattoretto.
Tecnico della scientifica.
- Ebba (stagioni 1-2), interpretata da Marianne Mörck, doppiata da Maria Grazia Dominici.
Centralinista della polizia.
- Martinsson (stagioni 1-2), interpretato da Douglas Johansson, doppiato da Vittorio De Angelis.
- Karin Linder (stagioni 1-2), interpretata da Stina Ekblad.
- Grönqvist (stagione 1), interpretato da Göran Aronsson.
- Katarina Ahlsell (stagione 2), interpretata da Lena Endre.
- Pontus (stagione 2), interpretato da Sverrir Gudnason.
- Isabelle (stagione 2), interpretata da Nina Zanjani.
- Linda Wallander (stagione 3), Charlotta Jonsson.

## Episodi
| Stagione         | Episodi | Prima TV Svezia | Prima TV in italiano |
| ---------------- | ------- | --------------- | -------------------- |
| Prima stagione   | 13      | 2005-2006       | 2008-2010            |
| Seconda stagione | 13      | 2009-2010       | 2014-2015            |
| Terza stagione   | 6       | 2013            | inedita              |